# Beemdmosklokje
Het beemdmosklokje (Galerina hygrophila) is een paddenstoel uit de Galerina familie. Hij leeft saprotroof op de grond of tussen mossen in zwak of niet bemeste hooilanden, soms in weilanden, op vochtige tot natte, matig voedselrijke veen- en zandbodems.

## Kenmerken

### Uiterlijke kenmerken
Het zijn forse vruchtlichamen met een steel met een vliezig ringetje. 

### Microscopische kenmerken
Verwant aan G. marginata en G. unicolor die ook een met beringde steel en flesvormige cheilo- en pleurocystidia hebben, maar deze soort heeft grotere sporen ((9.5-)10-13(-13.5) x (5-)6-7 micron) en met fijne, regelmatige ornamentatie zonder loslatende exospore.